# Caselle Lurani
Caselle Lurani (Le Casèle in dialetto lodigiano) è un comune italiano di 3 098 abitanti della provincia di Lodi in Lombardia.

## Storia
Appartenne ai Visconti, che la concessero in signoria ai Trivulzio (XIV secolo), cui subentrarono i Lurani (1647). Nel 1691 divenne contea.
In età napoleonica (1809-16) al comune di Caselle fu aggregata Marudo, ridivenuta autonoma con la costituzione del Regno Lombardo-Veneto.
Nel 1863 il comune di Caselle assunse la nuova denominazione di «Caselle Lurani», per distinguersi da altre località omonime.
Il nome antico deriva dai Lurani, signori del luogo.

### Simboli
Stemma
Lo stemma è stato concesso con regio decreto del 3 agosto 1930.
Gonfalone

## Monumenti e luoghi d'interesse
Principali testimonianze artistiche sono il castello, poderosa costruzione trasformata nella seconda metà del Seicento in residenza signorile (Palazzo Lurani) e la parrocchiale di Santa Caterina, di origine cinquecentesca.
Notevole la chiesa della Natività di Maria a Calvenzano.

## Società

### Evoluzione demografica
Abitanti censiti

### Etnie e minoranze straniere
Al 31 dicembre 2008 gli stranieri residenti nel comune di Caselle Lurani in totale sono 359, pari al 12,14% della popolazione. Tra le nazionalità più rappresentate troviamo:
- Romania, 98
- Albania, 87
- Marocco, 42

## Geografia antropica
Secondo lo statuto comunale, il territorio comunale comprende, oltre al capoluogo, le frazioni di Calvenzano, Cusanina, Grugnetto e Pozzobonella, e gli "agglomerati, cascine e case sparse" Lurani, Moschinone, Del pozzo, San Gabriele e San Geminiano.
Secondo l'ISTAT, il territorio comunale comprende il centro abitato di Caselle Lurani, la frazione di Calvenzano, e le località di Grugnetto e Pozzobonella.

## Economia
L'agricoltura ha tuttora una parte rilevante, con la presenza di qualche grande azienda, ma l'economia di Caselle Lurani poggia anche su alcune industrie e imprese artigiane, specialmente nei settori meccanico, alimentare e del legno.
Tuttavia la maggior parte della popolazione attiva trova lavoro nel capoluogo lombardo.

## Infrastrutture e trasporti
Fra il 1881 e il 1931 la località Cusanina ospitò una fermata della tranvia Melegnano-Sant'Angelo Lodigiano.

## Amministrazione
Segue un elenco delle amministrazioni locali.
| Periodo | Periodo   | Primo cittadino        | Partito              | Carica                  | Note |
| ------- | --------- | ---------------------- | -------------------- | ----------------------- | ---- |
| 1945    | 1945      | Francesco Luigi Morneo |                      | Sindaco                 |      |
| 1945    | 1954      | Vittorio Murelli       |                      | Sindaco                 |      |
| 1955    | 1956      | Giuseppe Petrella      |                      | Commissario prefettizio |      |
| 1956    | 1956      | Serafini               |                      | Commissario prefettizio |      |
| 1956    | 1995      | Edoardo Defferara      | Democrazia Cristiana | Sindaco                 |      |
| 1995    | 2004      | Sergio Rancati         | lista civica         | Sindaco                 |      |
| 2004    | 2008      | Maria Giuditta Mamone  | lista civica         | Sindaco                 |      |
| 2008    | 2009      | Antonella Pagano       |                      | Commissario prefettizio |      |
| 2009    | 2014      | Sergio Rancati         | lista civica         | Sindaco                 |      |
| 2014    | in carica | Davide Vighi           | lista civica         | Sindaco                 |      |